# Classis Alexandrina
De Classis Alexandrina of Alexandrijnse vloot was de militaire vloot van de Romeinse provincie Alexandria et Aegyptus, opgericht door keizer Augustus. De vloot bewaakte de zuidoostelijke Middellandse Zee en de belangrijke Egyptische graantransporten naar Rome. Verder ondersteunde ze de Romeinse expedities over de Rode Zee en de handelsbetrekkingen met het Indisch Subcontinent. Het hoofdkwartier van de vloot was gevestigd in Alexandrië.

## Geschiedenis
Octavianus, de latere keizer Augustus, versloeg in 31 v.Chr. in de slag bij Actium de vloot van Marcus Antonius en Cleopatra, waarop deze naar Egypte vluchtten. Toen het leger van Octavianus in 30 v.Chr. Egypte bereikte hadden Marcus Antonius en Cleopatra reeds een einde aan hun leven gemaakt. Egypte werd ingelijfd bij het Romeinse Rijk met Gaius Cornelius Gallus als gouverneur en de Classis Alexandrina werd opgericht. Naast haar taken op zee bewaakte de vloot in samenwerking met het derde legioen Cyrenaica de Nijl. In 25 v.Chr. kreeg Gaius Aelius Gallus, die Cornelius Gallus had opgevolgd als gouverneur, het bevel Arabia binnen te vallen. Hij liet een vloot van oorlogsschepen, handelsschepen en 130 troepentransportschepen bouwen en vertrok met een leger van 10.000 Romeinse soldaten (legioensoldaten en hulptroepen) en 1500 bondgenoten (500 gestuurd door Herodes en 1000 door Obodas II) uit de haven van ofwel Leucus Limen of Berenike. 14 dagen later arriveerde de vloot in de Nabatese havenstad Leuke Kome. Hij bereikte de stad Marsiaba in Arabia Felix, het huidige Ma'rib in Jemen, maar wist deze niet te veroveren en keerde noodgedwongen terug naar Egypte. Via Malothas, waarschijnlijk Jeddah of Mekka, bereikte hij Egra, het hedendaagse Al Wajh in Saoedi-Arabië, in het rijk van Obodas II. Van hieruit voer hij terug naar Leucus Limen en marcheerde van daaruit via Koptos naar Alexandrië.
Vanwege de steun aan Vespasianus in de burgeroorlog van het Vierkeizerjaar kreeg de vloot nadat Vespasianus keizer was geworden de erenaam Classis Augusta Alexandrina.
In de burgeroorlog tussen Constantijn en Licinius maakten 80 triremen van de Classis Alexandrina deel uit van de vloot van Licinius die in 324 door Constantijns vloot werd verslagen in de zeeslag bij de Hellespont.

## Havens
De belangrijkste haven en hoofdkwartier van de Alexandrijnse vloot was Portus Magnus, de zeehaven van Alexandrië. Op een eilandje voor de haven stond de beroemde vuurtoren Pharos van Alexandrië, die door middel van de dijk Heptastadium met het vasteland verbonden was. Ten westen hiervan lag Portus Eunostus. Ten oosten van de Nijldelta lag Pelusium. Aan de Rode Zee lagen in Egypte de havens van Leucus Limen (El Quseir), Portus Albus (Hurghada), Berenike en in Arabia Petraea Leuke Kome, hedendaags Ajnuna in Saoedi-Arabië.